# Eulenburg (Worms)
Die Eulenburg (historisch auch: Meielburg) war ursprünglich ein Palais in Worms, wurde mehrfach baulich stark verändert und gehört heute zu einem Altenheim des Deutschen Roten Kreuzes.

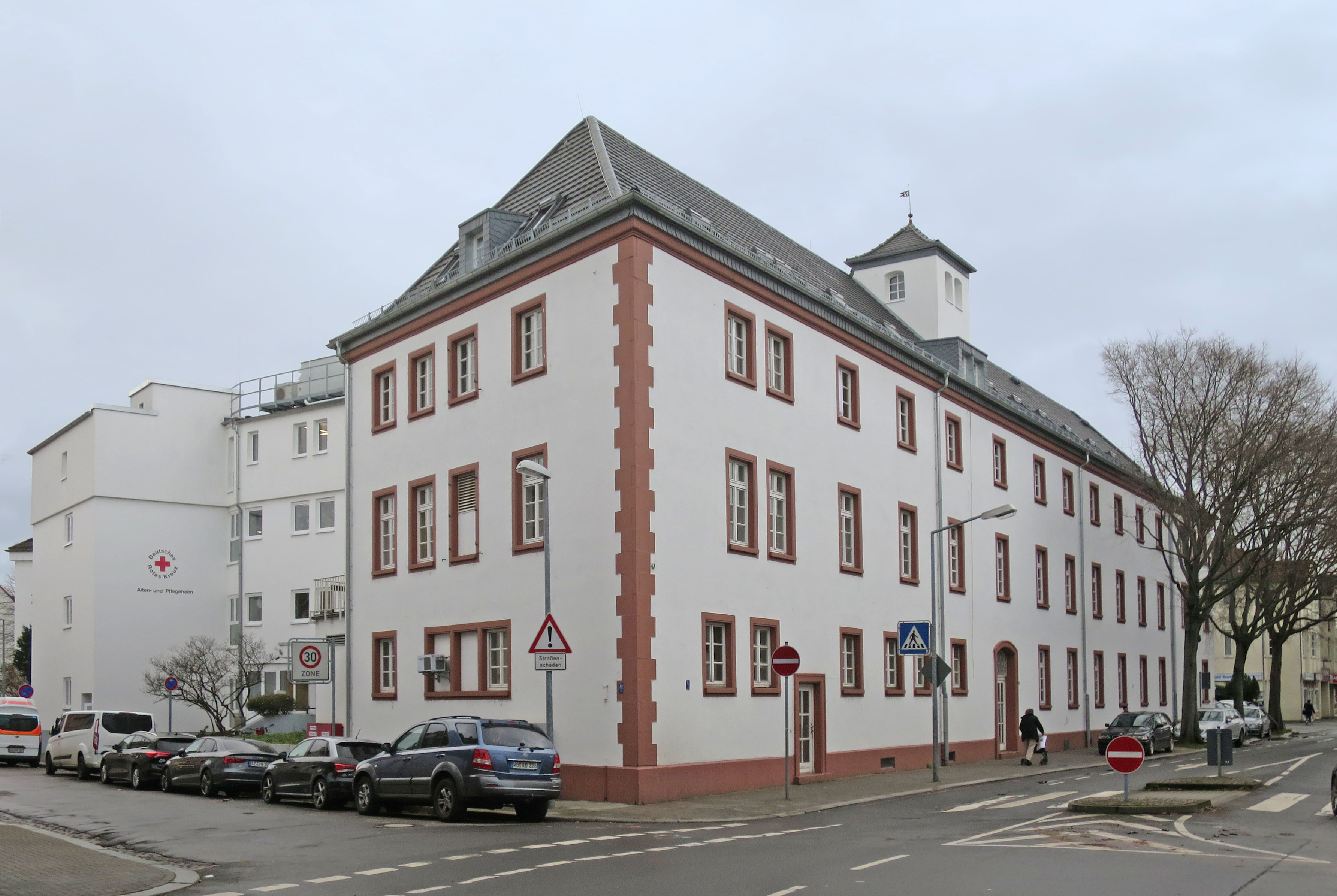
Eulenburg, 2024

## Geografische Lage

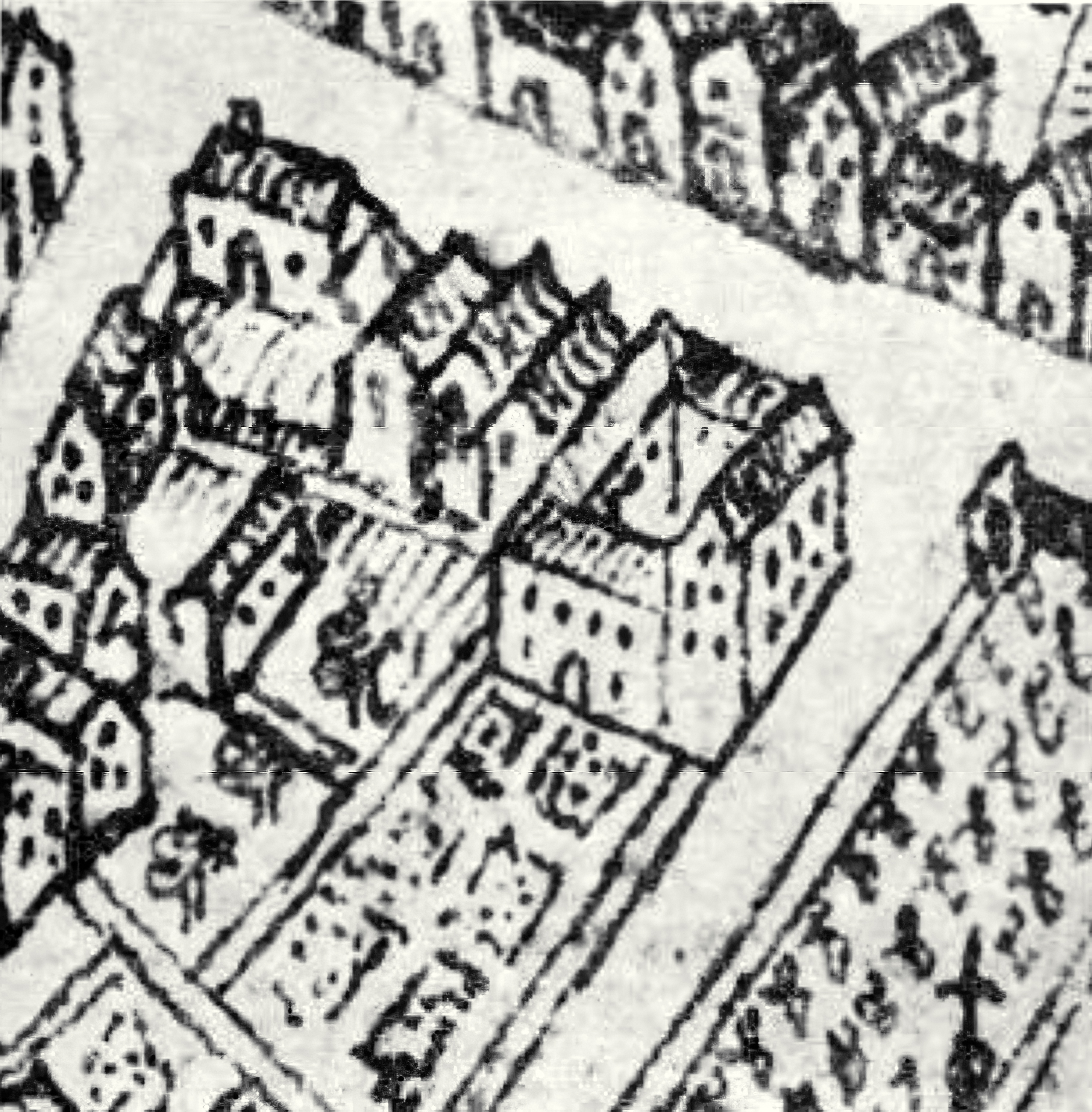
Eulenburg: Renaissance-Anlage, vor 1689; Ausschnitt aus dem Plan von Peter Hamman

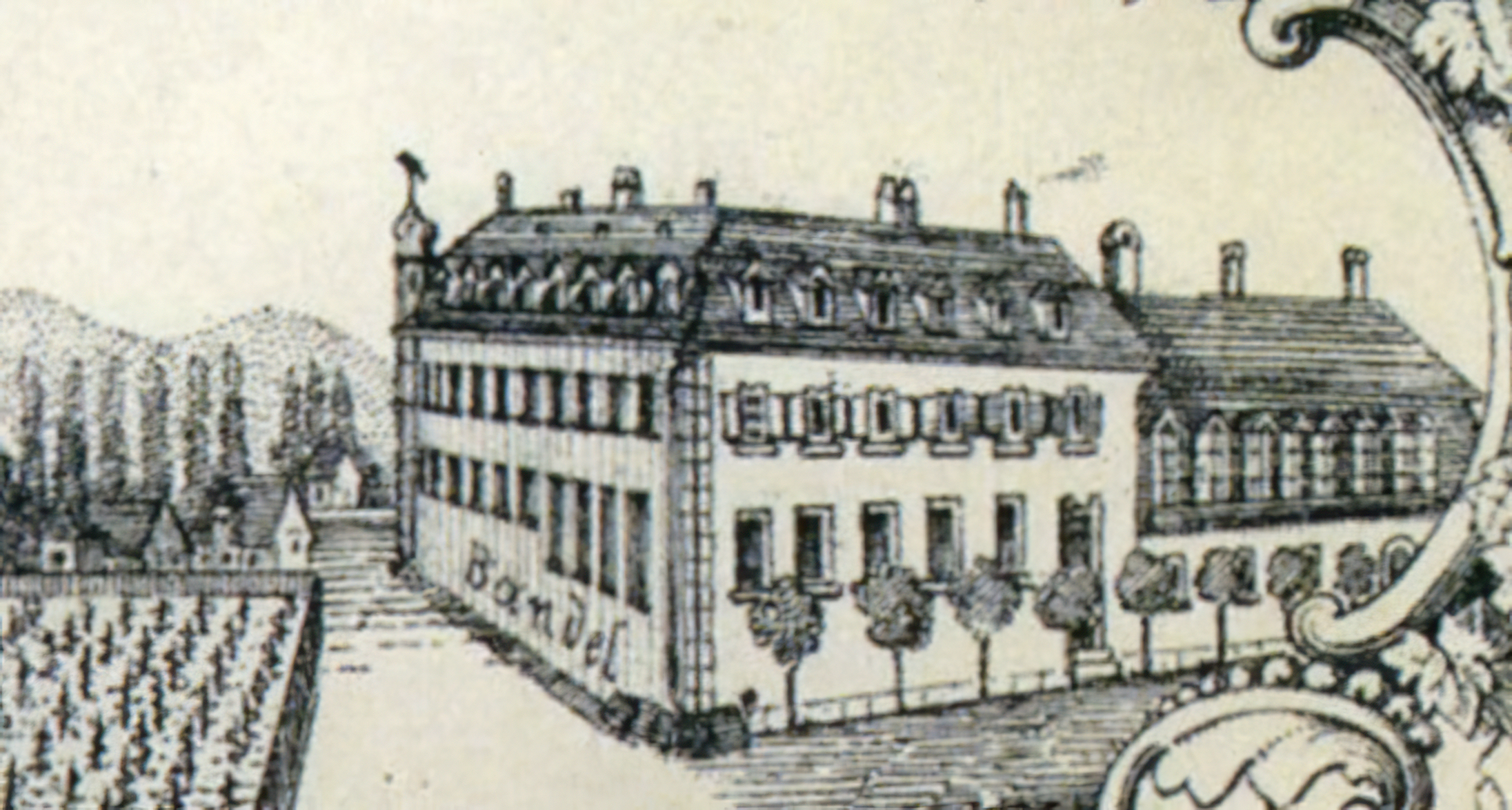
Eulenburg 1856

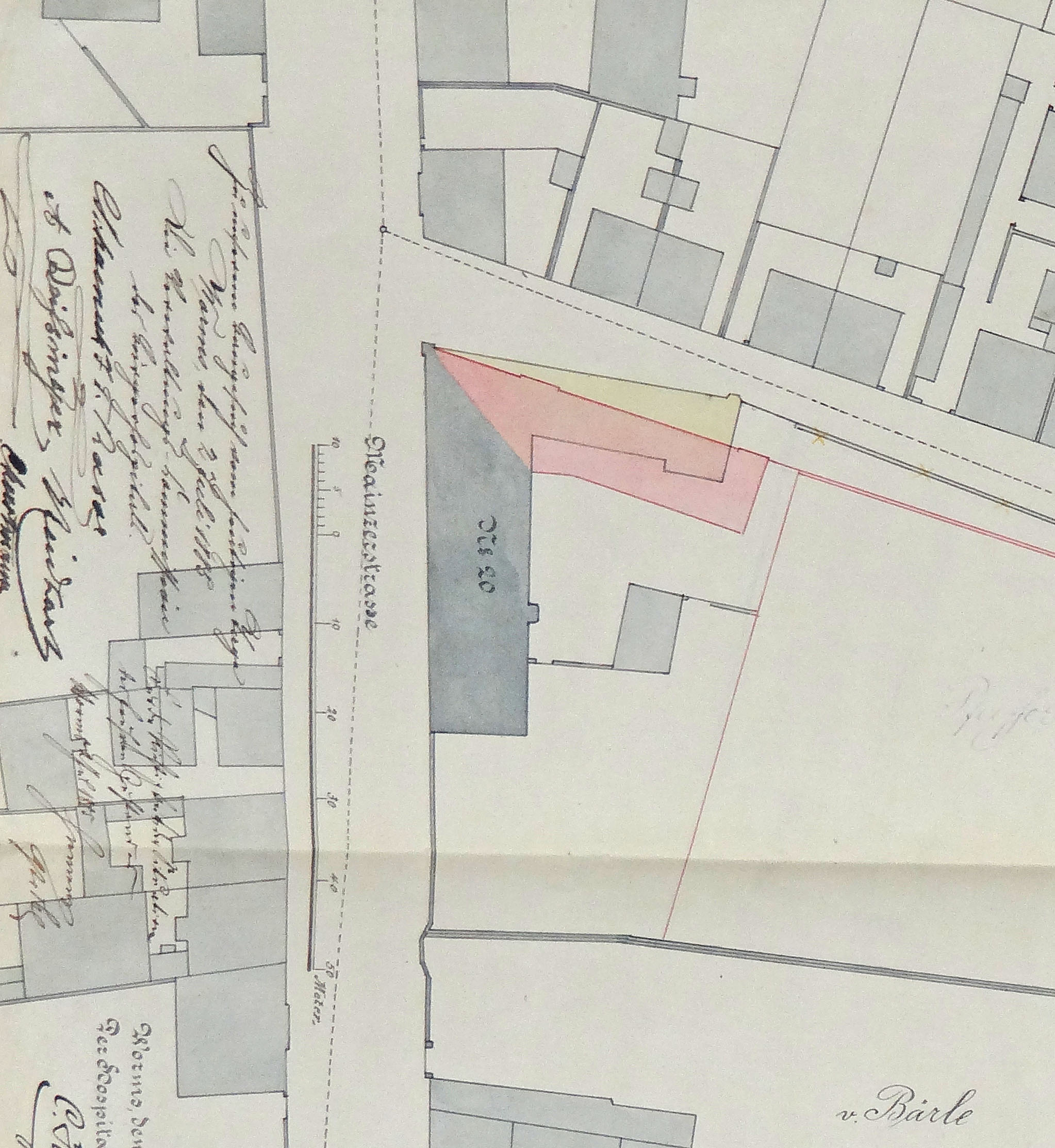
Änderung der Lage des Nordflügels zur Straßenbegradigung

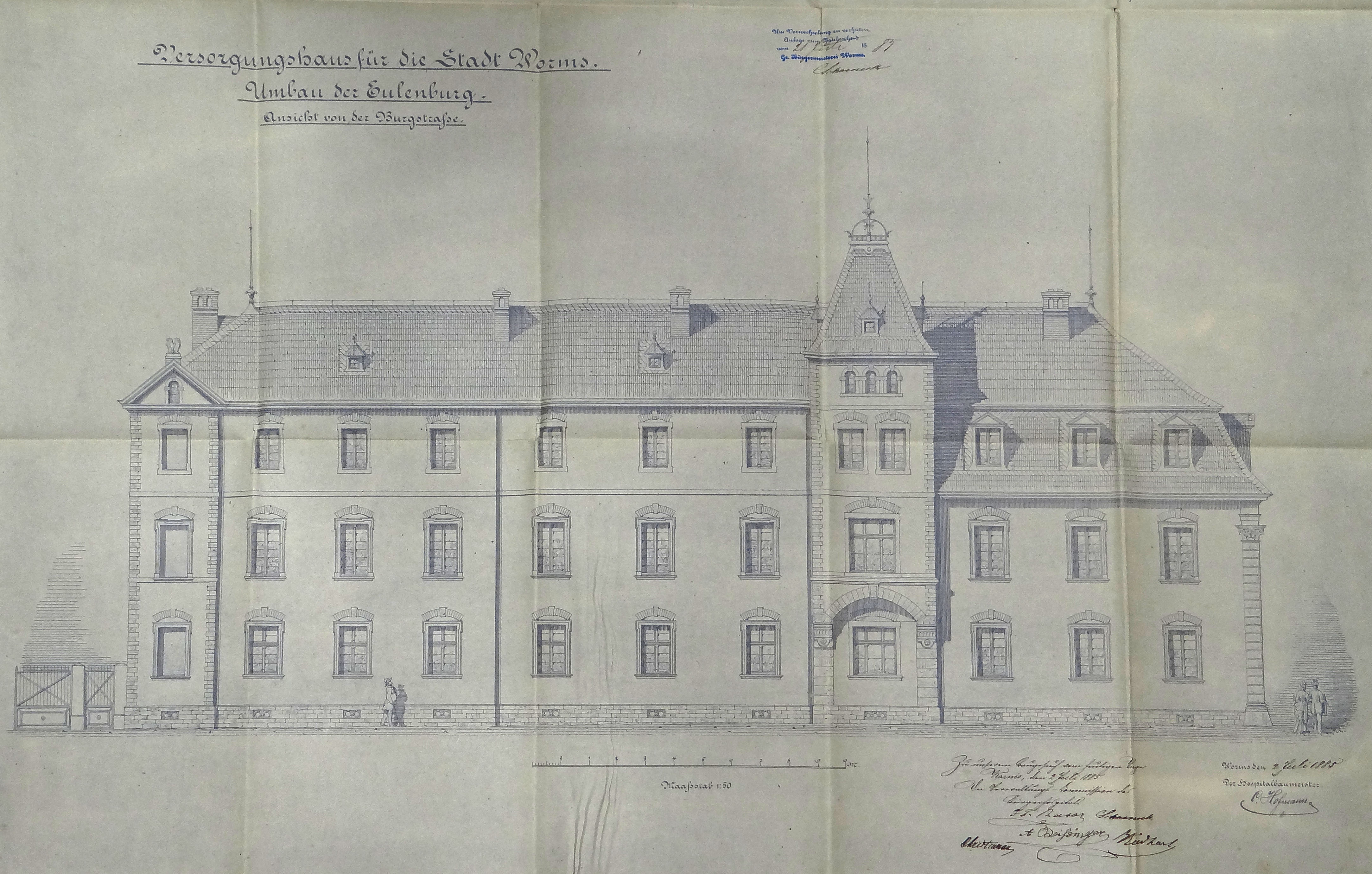
Fassadenentwurf von Karl Hofmann für den Umbau, 1885

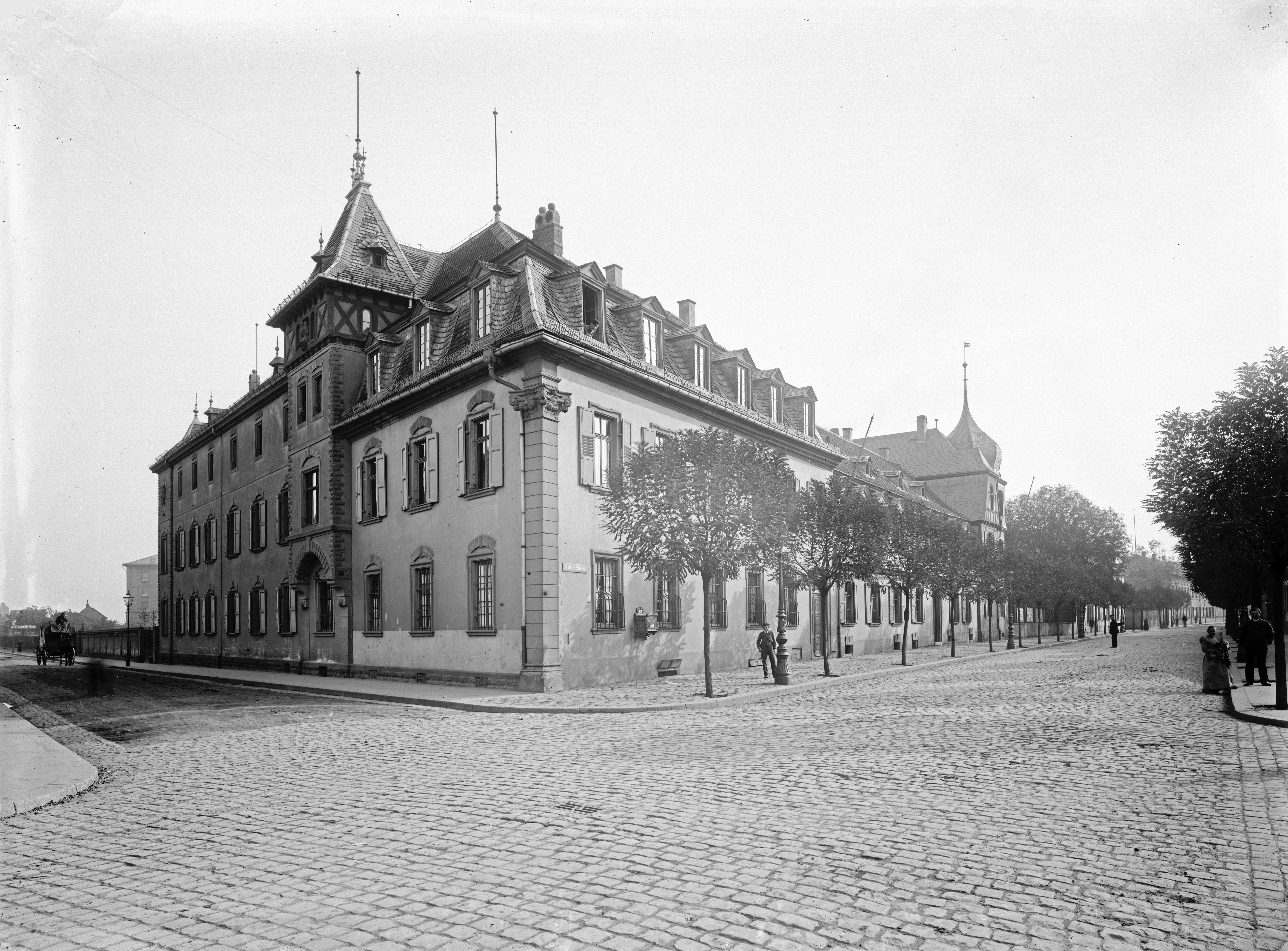
Eulenburg, Ende des 19. Jahrhunderts

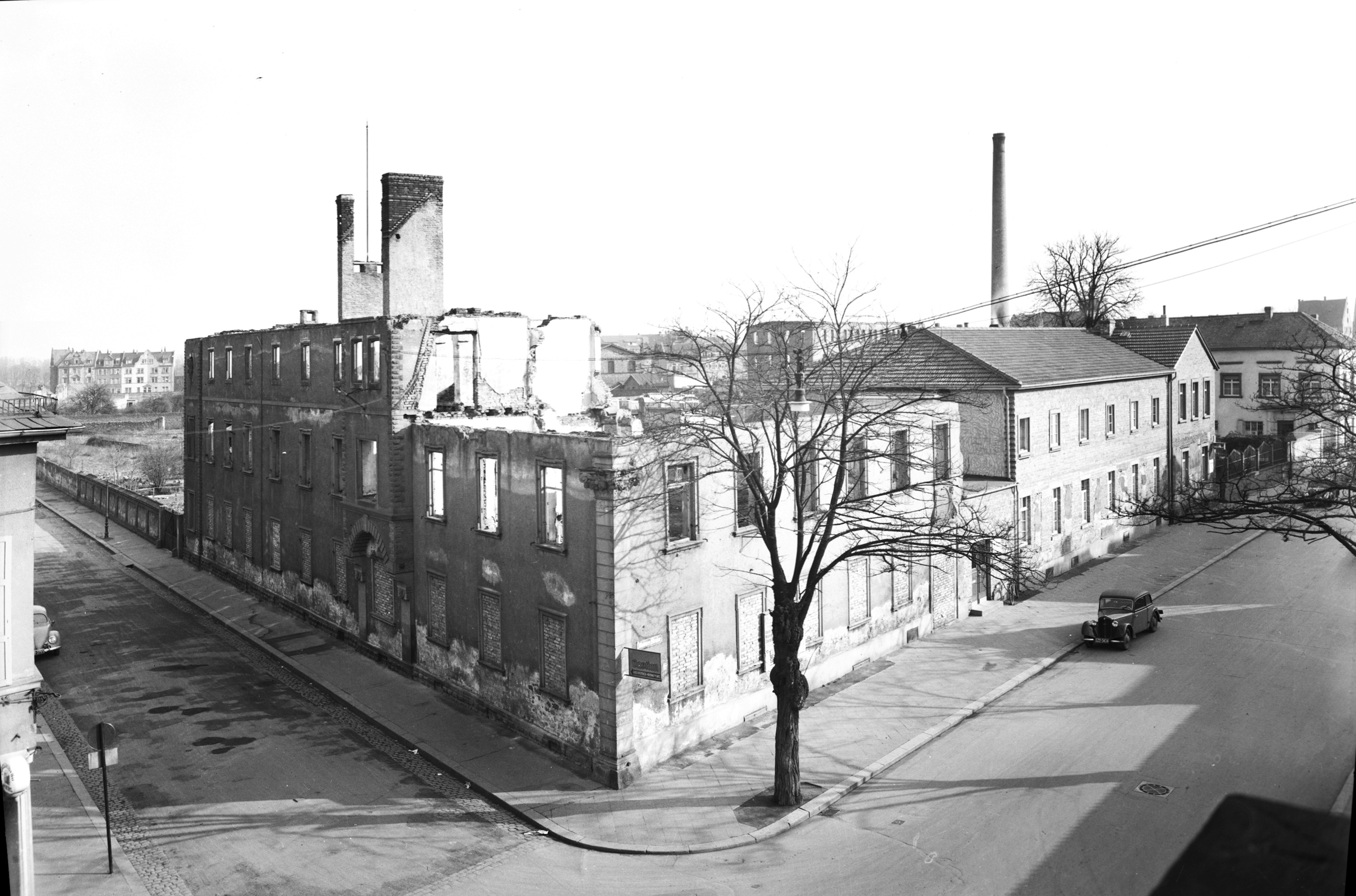
Eulenburg nach dem 2. Weltkrieg (1952)

Das Gebäude liegt an der Mainzer Straße, Ecke Eulenburgstraße (historisch: Weg in das Liebfrauenstift und Burgstraße). Dieser Bereich gehörte in römischer Zeit zum Nordfriedhof von Borbetomagus, dem römischen Worms. Ab dem Hochmittelalter lag er zwischen der inneren und äußeren Stadtbefestigung. Das heute bebaute und zur Wormser Innenstadt gehörende Gelände lag bis in die zweite Hälfte des 19. Jahrhunderts außerhalb der Kernstadt im landwirtschaftlich genutzten Bereich. Hier erstreckten sich die Weingärten, aus deren Trauben die „Liebfrauenmilch“ hergestellt wurde.

## Geschichte
Die älteste bekannte Anlage an dieser Stelle, ein vierflügeliges, festungsartiges, dreistöckiges Gebäude um einen Innenhof, errichtete der Jurist und kaiserliche Kammerrat Dr. Balthasar Meiel, auch „Meuel“, in der ersten Hälfte des 16. Jahrhunderts. Aus der Bezeichnung „Meuel-Burg“ wurde im 18. oder 19. Jahrhundert „Eulenburg“. Diese erste Anlage blieb eine Reihe von Generationen im Eigentum der Familie Meiel und wurde – wie die ganze Stadt – im Pfälzischen Erbfolgekrieg durch Truppen König Ludwig XIV. 1689 zerstört. Das Eigentum an der Ruine wechselte mehrmals, bis Rochus Chavard zu Beginn des 18. Jahrhunderts – wohl unter Verwertung der verbliebenen Bausubstanz – hier eine ein- und zweigeschossige, barocke Dreiflügelanlage mit Mansarddach errichtete. Von seinen Erben erwarb es der kurpfälzische geheime Rat von Kampen, genannt Kessel von Bergen. Ihn besuchte dort auch Johann Wolfgang von Goethe. Katharina Franziska von Kampen, genannt Kessel von Bergen, Tochter des geheimen Rates, heiratete Franz Ludwig von Maubuisson (1765–1836), später auch Abgeordneter der zweiten Kammer der Landstände des Großherzogtums Hessen. Das Ehepaar nutzte die repräsentative Anlage als Wohnsitz. Nach dem Tod von Franz Ludwig von Maubuisson versteigerten die Erben das Gebäude und die zugehörigen Weingärten 1840. Dabei erhielt der Weinhändler Johann Philipp Bandel den Zuschlag, der auch weitere Weingärten im Umfeld erwarb und die Eulenburg zu einem Weingut ausbaute.
Beim Kauf der Eulenburg durch Johann Philipp Bandel war die Eulenburg ein stattliches Palais mit 25 Zimmern, vier Salons, zwei Küchen, Ställen und Remisen. Sechs Räume davon vermietete Bandel ab 1841 an den Kreis Worms – drei als Wohnung des Kreisrates, drei als Büroräume. Zahlreiche andere Räume der Eulenburg nutzte Johann Philipp Bandel, um seine umfangreiche Kunst- und Antiquitätensammlung zu präsentieren. Es war das erste Museum in Worms überhaupt und wurde in einer Reihe von Reiseführern und -berichten der Zeit ausdrücklich erwähnt. Johann Philipp Bandel nutzte die Eulenburg als Wohnsitz bis 1863, als er altersbedingt zu seiner in der Schweiz verheirateten Nichte zog, und seinen Besitz in Worms verkaufte. Die Eulenburg ging in den nächsten Jahren durch verschiedene Hände, bevor 1885 die Stadt sie kaufte.
Die Stadt richtete hier ein „Hospital“ ein, ein Alten- oder Pflegeheim. Etwa zur gleichen Zeit entstand auch das Stadtkrankenhaus auf dem Gelände des heutigen Hans-Dörr-Parks, wenige hundert Meter stadtauswärts an der Mainzer Straße. Für die Nutzung als Hospital waren umfangreiche Umbauten erforderlich, denen ein erheblicher Teil der barocken Bausubstanz zum Opfer fiel. Planung und Bau lagen in den Händen des Stadtbaumeisters Karl Hofmann, der auf Historismus und malerisch gruppierte Baukörper setzte. Zeitweise war auch die von ihm geleitete städtische Baubehörde in der Eulenburg untergebracht. Im ehemaligen Gartenbereich wurde – als Fachwerkgebäude – noch ein Obdachlosenasyl errichtet. Bei einem Luftangriff auf Worms 1945 brannte das Gebäude vollständig aus, wurde in vereinfachten Formen wieder aufgebaut und weiter – bis heute – als Teil eines Seniorenheims genutzt.

## Denkmalschutz
Die Keller der Eulenburg stammen zum Teil noch von dem Renaissance-Gebäude, das Barockportal an der Südseite aus der Bauphase unter Rochus Chavard am Anfang des 18. Jahrhunderts. In den amtlichen Darstellungen der Generaldirektion Kulturelles Erbe Rheinland-Pfalz (GDKE) wird nur das Barockportal als Kulturdenkmal geführt.